# Nuevo León (Baja California)
El núcleo poblacional del ejido: Nuevo León, es una localidad mexicana del valle de Mexicali, en el municipio de Mexicali, Baja California. El poblado Nuevo León está dentro de la jurisdicción de la delegación municipal Delta y después de Estación Delta, es la localidad más importante dentro de su delegación y una de las localidades notables dentro del valle, tanto por su población como por ser una de las pocas localidades que cuenta con un campus universitario, en este caso es el instituto de ciencias agrícolas de la UABC; también cuenta con una escuela preparatoria, perteneciente al sistema del Colegio de Bachilleres de Baja California.

## Toponimia
El nombre Nuevo León, es dado a esta localidad del valle de Mexicali en honor del estado de Nuevo León.

## Geografía
Según datos del INEGI la localidad contaba con 3,655 habitantes en el 2010, estando localizada en las coordenadas 32° 24′ 34″ de latitud norte y 115°11'16" de longitud oeste y se encuentra comunicada con el resto del municipio y del estado por la carretera estatal n.º 1 que la recorre de norte a sur y la carretera estatal n.º 2 que cruza la localidad de este a oeste, al norte es comunicada por la n.º 1 con el poblado del ejido Jalapa, al este por la n.º 2 con el poblado del ejido Saltillo, al sur por la n.º 1 con Estación Delta y al oeste por la n.º 1 con el poblado del ejido Miguel Hidalgo.
Esta localidad es una de las más cercanas a la planta geotérmica de Cerro Prieto y al volcán Cerro prieto.

### Clima
| Parámetros climáticos promedio de Ejido Nuevo León (normales 1991-2020) | Parámetros climáticos promedio de Ejido Nuevo León (normales 1991-2020) | Parámetros climáticos promedio de Ejido Nuevo León (normales 1991-2020) | Parámetros climáticos promedio de Ejido Nuevo León (normales 1991-2020) | Parámetros climáticos promedio de Ejido Nuevo León (normales 1991-2020) | Parámetros climáticos promedio de Ejido Nuevo León (normales 1991-2020) | Parámetros climáticos promedio de Ejido Nuevo León (normales 1991-2020) | Parámetros climáticos promedio de Ejido Nuevo León (normales 1991-2020) | Parámetros climáticos promedio de Ejido Nuevo León (normales 1991-2020) | Parámetros climáticos promedio de Ejido Nuevo León (normales 1991-2020) | Parámetros climáticos promedio de Ejido Nuevo León (normales 1991-2020) | Parámetros climáticos promedio de Ejido Nuevo León (normales 1991-2020) | Parámetros climáticos promedio de Ejido Nuevo León (normales 1991-2020) | Parámetros climáticos promedio de Ejido Nuevo León (normales 1991-2020) |
| Mes                                                                     | Ene.                                                                    | Feb.                                                                    | Mar.                                                                    | Abr.                                                                    | May.                                                                    | Jun.                                                                    | Jul.                                                                    | Ago.                                                                    | Sep.                                                                    | Oct.                                                                    | Nov.                                                                    | Dic.                                                                    | Anual                                                                   |
| ----------------------------------------------------------------------- | ----------------------------------------------------------------------- | ----------------------------------------------------------------------- | ----------------------------------------------------------------------- | ----------------------------------------------------------------------- | ----------------------------------------------------------------------- | ----------------------------------------------------------------------- | ----------------------------------------------------------------------- | ----------------------------------------------------------------------- | ----------------------------------------------------------------------- | ----------------------------------------------------------------------- | ----------------------------------------------------------------------- | ----------------------------------------------------------------------- | ----------------------------------------------------------------------- |
| Temp. máx. abs. (°C)                                                    | 30.2                                                                    | 32.4                                                                    | 44.1                                                                    | 42.0                                                                    | 47.0                                                                    | 50.0                                                                    | 52.0                                                                    | 50.0                                                                    | 48.5                                                                    | 45.2                                                                    | 36.2                                                                    | 30.4                                                                    | 52.0                                                                    |
| Temp. máx. media (°C)                                                   | 21.8                                                                    | 23.9                                                                    | 28.1                                                                    | 30.5                                                                    | 35.8                                                                    | 41.0                                                                    | 42.1                                                                    | 42.7                                                                    | 40.3                                                                    | 34.4                                                                    | 26.1                                                                    | 21.6                                                                    | 32.4                                                                    |
| Temp. media (°C)                                                        | 13.8                                                                    | 15.5                                                                    | 18.6                                                                    | 21                                                                      | 25.2                                                                    | 30                                                                      | 33.3                                                                    | 34                                                                      | 31                                                                      | 25                                                                      | 17.4                                                                    | 13.8                                                                    | 23.2                                                                    |
| Temp. mín. media (°C)                                                   | 5.6                                                                     | 7.0                                                                     | 9.4                                                                     | 11.3                                                                    | 14.7                                                                    | 19.0                                                                    | 24.4                                                                    | 25.2                                                                    | 20.3                                                                    | 15.0                                                                    | 9.1                                                                     | 5.9                                                                     | 13.9                                                                    |
| Temp. mín. abs. (°C)                                                    | -6                                                                      | -2.4                                                                    | 0.0                                                                     | 0.2                                                                     | 4.8                                                                     | 6.0                                                                     | 12.9                                                                    | 5.2                                                                     | 3.0                                                                     | 0.5                                                                     | -2.6                                                                    | -9.0                                                                    | -9.0                                                                    |
| Precipitación total (mm)                                                | 4.1                                                                     | 5.0                                                                     | 3.4                                                                     | 1.3                                                                     | 0.9                                                                     | 0.2                                                                     | 1.4                                                                     | 5.7                                                                     | 1.7                                                                     | 3.8                                                                     | 3.6                                                                     | 4.6                                                                     | 35.7                                                                    |
| Días de precipitaciones (≥ 0.1 mm)                                      | 0.7                                                                     | 0.9                                                                     | 0.8                                                                     | 0.3                                                                     | 0.2                                                                     | 0.1                                                                     | 0.3                                                                     | 0.6                                                                     | 0.5                                                                     | 0.4                                                                     | 0.4                                                                     | 0.7                                                                     | 5.9                                                                     |
| Fuente: SMN                                                             |                                                                         |                                                                         |                                                                         |                                                                         |                                                                         |                                                                         |                                                                         |                                                                         |                                                                         |                                                                         |                                                                         |                                                                         |                                                                         |